# 助成過失
助成過失（contributory negligence、與有過失、混合過失、混合過錯、共同過失、寄與過失、共同疏忽、互有疏忽、共分疏忽、分搪疏忽、自避疏忽、部分疏忽、促成疏忽、促成的過失、助成疏忽、過失相抵原則、可歸責於己的過失、when the plaintiff's actions contributed to his own injury）在英美法的司法管轄裡通常是基於過失(疏忽)而為索賠之辯護；這也是一種侵權行為。這一原理與確定責任有關，並且當原告（索賠方）由於他們的疏忽造成他們自己遭受損害時適用。在某些司法管轄裡，對於助成過失、法院可以視為侵權行為而適用之，無論是否被請求作為辯護之理由。
助成過失的辯護有可能消除被告向受損的原告支付損害賠償的責任。例如，一名行人因疏於顧及左右的來車而穿越一條馬路，卻被一名也是疏於注意穿越車道的行人之駕駛所撞擊。由於穿越車道的行人也是助成此一事故，所以行人可能不能從駕駛（或其保險公司）得到全面恢復原狀的損害賠償金。因為他們（駕駛及行人）如能保持適當地注意道路的交通情況，事故就不太可能會發生。另一個助成過失的案例是：在某一活動中，原告本人應注意潛在的危險卻無視警告、或未能為其安全採取合理的防範步驟；故而在其接下來的活動裡、原告就必須承擔一定程度的風險。比如，以為在淺水中潛水，就可以不事先探查水深、及水中的其它情況。